# Bunkie (Louisiana)
Bunkie è una città degli Stati Uniti, appartenente alla Parrocchia di Avoyelles, in Louisiana. La popolazione era di 4 171 abitanti nel 2010.